# 五姓田芳柳 (2代目)
二代目 五姓田 芳柳（ごせだ ほうりゅう、元治元年8月7日〈1864年9月7日〉 - 昭和18年〈1943年〉1月9日）は、明治末期から昭和初期にかけて活躍した洋画家。

## 伝記
下総国猿島郡沓掛村（現茨城県坂東市）で、神祇官白川殿免許の大工倉持正重の六男として生まれる。本名は子之吉、通称は芳雄。幼少から画を好み、5,6歳の頃、麦の穂を一日中その場を動かず丹念に写生し、家の人が覗いてみると、色・形から粒の並びまで実物そっくりだったという。1878年（明治11年）2月上京、五姓田義松の画塾に入る。同年、工部美術学校教師アントニオ・フォンタネージに通い、指導を受ける。。同年、チャールズ・ワーグマンに通い指導を受ける。1880年6月（明治13年）6月、初代五姓田芳柳の末娘とめと結婚、婿養子となり芳雄と称する。翌1881年（明治14年）家督を相続、五姓田家の戸主となる。前年に義松がパリに留学すると、かわりにチャールズ・ワーグマンから指導を受け、工部美術学校教師サンジョヴァンニに油彩画、カペレッティに遠近法を習う（正規に入学はしていない）。同じ明治14年の第2回内国勧業博覧会に、「飾鳥図」を出品している。1884年（明治17年）から1年ほど新潟県立新潟学校で図画教師として赴任、中学・師範・女子師範の三部を兼務する。教師を辞し帰郷後、1887年（明治20年）芳柳号を継承する芳柳は水彩画の草分け的な存在で、自身回想では明治10年代初めには既に水彩画を描いており、作品も1886年（明治19年）のものが残っている。
1889年（明治22年）義兄となる義松が帰国し、共に明治美術会創立に協力、創立会員となる。1890年（明治23年）第3回博覧会には「鷺沼平九郎大蛇を屠る図」「羅漢図」を出品し、褒状を受ける。以降は明治美術会や各国博覧会にも出品した。また、パノラマ画やジオラマをしばしば手がけ、この分野の第一人者といえる。1901年（明治34年）には北清事変の一場面をパノラマ化するため、北京、天津へ調査へ赴いた。同年明治美術会は解散するが、翌年の同会主流派が太平洋画会を結成するも芳柳は参加せず、川村清雄とその門下、石原白道らと巴会を結成する（1909年（明治42年）を最後に自然消滅）。1910年（明治43年）農商務省嘱託となり渡英、日英博覧会にジオラマ「日本古代より現代に至る風俗変遷図」9題（延長60間）を制作、名誉褒状を受ける。
文展開設後は作品を公表せず、種々の依嘱に応じて主として歴史画、風俗画を描くようになる。1917年（大正6年）明治神宮奉賛会嘱託となり、聖徳記念絵画館壁画下絵80題を制作。芳柳は日本赤十字社の特別社員を勤めており同社依嘱の作品も多く、1926年のフィラデルフィア万国博覧会に「関東大震災赤十字社救護活動図」を出品している。1931年（昭和6年）2-3月、上野公園内、美術協会にて個展（350点）を開いたのを期に引退、芳柳号を先代の霊前で返上する。淀橋区戸塚町（現新宿区）で病気のため逝去した。享年80。墓は港区白金三光町にある五姓田家の菩提寺・専心寺。戒名は、寿徳院柳誉哲翁居士。
弟子に『工藝百科大圖鑑』（芳柳が校閲）の挿絵を描き、戦後は下妻町町長を務めた国府田範蔵や、徳永仁臣、鹿子木孟郎、満谷国四郎など。

## 代表作
| 作品名                         | 技法             | 形状・員数 | 寸法（縦x横cm） | 所有者                                     | 年代                                 | 款記・印章                                           | 備考 |
| ------------------------------ | ---------------- | ---------- | --------------- | ------------------------------------------ | ------------------------------------ | ---------------------------------------------------- | --- |
| 鷺沼平九郎大蛇を屠る図         | 油彩             |            |                 |                                            |                                      |                                                      | 第3回内国勧業博覧会出品作 |
| 羅漢                           | 油彩             |            |                 |                                            |                                      |                                                      | 第3回内国勧業博覧会出品作 |
| 武士図・製茶図                 | 板絵著色         | 絵馬2面    |                 | 猿島町・香取神社                           | 1879年（明治12年）11月               |                                                      | |
| 国府台風景図屏風               | 紙本水彩         | 六曲一双   |                 | 神奈川県立歴史博物館                       | 1882年（明治15年）                   |                                                      | |
| ラグーザ玉子像                 | 紙・水彩         | 1面        |                 | 東京国立博物館                             | 1882年（明治15年）前後               |                                                      | |
| 帆檣成林図                     | 絹本水彩         | 額1面      |                 | 個人                                       | 1887年（明治20年）以降               | 款記「帆檣成林 芳柳」 「芳」朱文方印・「柳」白文方印 | 新潟市指定文化財 |
| 日本橋付近の風景               | キャンバス・油彩 | 額1面      | 59.0x79.0       | 東京国立博物館                             |                                      |                                                      | |
| 羅漢図                         | 絹本著色         | 1幅        |                 | さしま郷土館ミューズ（坂東市立猿島資料館） | 1889年（明治22年）                   |                                                      | |
| 斎藤実盛鬚図                   | 絹本著色         | 1幅        | 131x57          | 茨城県近代美術館                           | 1889年（明治22年）                   |                                                      | 同年11月の明治美術会第二回展出品 |
| 小野梓肖像                     | キャンバス・油彩 | 1面        |                 | 早稲田大学 會津八一記念館                  | 1889年（明治22年）                   |                                                      | |
| 上杉景勝一笑図                 | キャンバス・油彩 | 1面        |                 | 笠間日動美術館（山岡コレクション）         | 1890年（明治23年）                   |                                                      | 2年後の明治美術会第四回展出品。 |
| 菅公梅ヲ詠ズルノ図             | キャンバス・油彩 | 1面        |                 | 三の丸尚蔵館                               | 1891年（明治24年）                   |                                                      | 第三回明治美術協会展出品、宮内庁買上。 |
| 初代芳柳像                     | 絹本彩色         | 1幅        |                 | 東京芸術大学大学美術館                     | 1895年（明治28年）                   |                                                      | 勝海舟賛「翁は天質至誠の人なり/故にその流離困災に逢ひて僻/の行ありといへとも其素質を失ハす/終に画を修め是を毫端に発/す他人に超過し可伝を成す/所以のもの歟否歟/廿八年二月 勝安芳/五姓田芳柳翁の像に題す」。裏面に三島中洲筆による初代芳柳の略伝。芳柳本人が寄贈。 |
| 陸軍歩兵大尉松崎直臣像         | 絹本著色         | 1幅        | 158.0x84.5      | 東京国立博物館                             |                                      |                                                      | 勝海舟賛「から国のくさはむすとも名と共に屍さちありもののふあはれ」 |
| 阿部正弘像                     | キャンバス・油彩 | 1面        |                 | 福山誠之館同窓会                           | 1897年（明治30年）頃                 |                                                      | 阿部伯爵家旧蔵。1953年（昭和28年）福山誠之館創立百周年を記念して、4年後の1957年（昭和32年）阿部家より寄贈された。 |
| 大兵士                         | キャンバス・油彩 | 1面        | 164.0x123.0     | 名古屋市美術館                             | 1899年（明治32年）                   |                                                      | 明治美術会第十一回展出品。 |
| 花房義質子爵古希祝賀詞画帖     | 絹本著色         | 1帖        |                 | さしま郷土館ミューズ（坂東市立猿島資料館） | 1911年（明治44年）                   |                                                      | 詞書は池辺義象、書は日高秩父。 |
| 釈迦三尊像                     | 絹本著色         | 3幅対      |                 | 猿島・萬蔵院                               | 1911年（明治44年） 1918年（大正7年） |                                                      | 左右の羅漢図1幅は1911年に、中幅の釈迦図は1918年にそれぞれ描いて奉納 |
| 羅漢図                         | 紙本著色         | 2面        |                 | 白金・専心寺                               | 1913年（大正2年）                    |                                                      | |
| 昭憲皇太后金子邸へ臨時行啓の図 |                  |            |                 |                                            | 1924年（大正13年）                   |                                                      | |
| 枢密院憲法会議                 | キャンバス・油彩 | 1面        |                 | 聖徳記念絵画館                             | 1925年（大正14年）                   |                                                      | |
| 関東大震災赤十字社救護活動図   | キャンバス・油彩 | 1面        | 252.5x317.5     | 日本赤十字社                               | 1925年（大正14年）                   |                                                      | 翌年フィラデルフィア万国博覧会出品。大作。 |
| 芳柳自画像                     | キャンバス・油彩 | 1面        |                 | 笠間日動美術館                             | 大正末から昭和初期                   |                                                      | |
| 福沢諭吉像                     | キャンバス・油彩 | 1面        |                 | 交詢社                                     | 1930年（昭和5年）                    |                                                      | |
| 明治天皇紀附図                 | 水彩             | 81葉       |                 | 宮内庁                                     | 1931-33年（昭和6-8年）               |                                                      | 宮内庁書陵部に完成間近の稿本が所蔵されている。 |
| 一世芳柳略伝及び肖像           | 紙本著色         | 1幅        | 132.2x67.3      | 茨城県近代美術館                           | 1933年（昭和8年）                    |                                                      | 芸大本とほぼ同様だが、芸大本では裏面の略伝をこちらでは賛としている。 |
| 吉野山大観望                   | キャンバス・油彩 | 額1面      | 97.0x130.5      | 日本赤十字社                               | 1935年（昭和10年）                   |                                                      | |
| 海                             | キャンバス・油彩 | 額1面      | 96.8x130.3      | 日本赤十字社                               | 不詳                                 |                                                      | |
| 鎌田栄吉像                     | キャンバス・油彩 | 1面        |                 | 交詢社                                     | 1935年（昭和10年）                   |                                                      | |